# Saul Perlmutter
Saul Perlmutter, född 22 september 1959 i Champaign-Urbana, Illinois, är en amerikansk astrofysiker vid Lawrence Berkeley National Laboratory. Han är känd för att ha lett Supernova Cosmology Project, ett av de två forskarlag som 1998 samtidigt hittade belägg för att universums expansion verkade accelerera.  Denna upptäckt gav upphov till hypotesen om mörk energi. För denna upptäckt tilldelades han, tillsammans med Brian Schmidt och Adam Riess, Nobelpriset i fysik 2011.
Perlmutter studerade vid Harvard, där han avlade examen 1981. Han är professor vid University of California, Berkeley (1986) och medlem i American Academy of Arts and Sciences.